# 犯罪河岸
『犯罪河岸』（はんざいかし、Quai des Orfèvres）は1947年のフランスのサスペンス映画。
監督はアンリ＝ジョルジュ・クルーゾー、出演はルイ・ジューヴェ、シュジー・ドレール、ベルナール・ブリエ、シモーヌ・ルナンなど。
パリの下町を舞台に、年下の若い流行歌手である妻の浮気性に悩む夫が巻き込まれた殺人事件の顛末を描いている。
ナチスドイツ占領下にあった戦中のフランスで製作・発表された映画『密告』（1943年）で対独協力を疑われ、沈黙を余儀なくされたクルーゾー監督が、ジャン・コクトーらの支援を受けて映画界に復帰し、戦後最初に発表した監督作品である。また、クルーゾーにとって単独長編監督第1作である『犯人は21番に住む』（1942年）などと同様、スタニスラス＝アンドレ・ステーマンの推理小説『犯罪河岸』（1942年）を原作とした作品で、第8回ヴェネツィア国際映画祭で監督賞を受賞した。

## ストーリー
第二次世界大戦直後、1946年のパリの下町で、ピアノ弾きのモーリスは年下の若い流行歌手ジェニーと結婚するが、奔放でセクシーな彼女の浮気が心配でたまらず、2人の間には夫婦喧嘩が絶えない。ある日、映画会社を持っている裕福で好色な老人ブリニヨンに気に入られたジェニーは彼を手玉にとって自分を売り込もうと考える。これを知ったモーリスはブリニヨンのもとに殴り込み、ジェニーに近づけば殺してやると脅す。この騒ぎを知りながら、ジェニーは夫の目を盗んでブリニヨンに会いに行く。モーリスはジェニーが置き忘れたブリニヨンの住所を書いたメモを見つけると、ブリニヨンを殺そうと考え、隠し持っていた銃を持って家を出る。そしてアリバイ工作のために知人の劇場「エデン」を訪れ、ショーを観ているふりをして密かに劇場の裏口から抜け出してブリニヨンの家に向かう。しかし、そこでモーリスが見つけたのはブリニヨンの死体だった。その場から慌てて逃げ出したモーリスは乗ってきた車を目の前で何者かに奪われてしまう。タクシーを拾えず、走って劇場に戻ったモーリスだったが既にショーは終わっていた。一方、モーリスとジェニーが暮らすアパートの部屋の階下で写真館を営んでいる、モーリスの幼なじみの女性ドラのもとにはジェニーがいた。ジェニーはブリニヨンの家に行ったが、強姦されそうになり、とっさに手元にあったシャンパンの瓶でブリニヨンを殴って殺してしまったというのである。さらに事件現場に毛皮のマフラーを忘れたというジェニーのために、ドラはブリニヨンの家に行き、マフラーを回収するだけでなく、凶器となった瓶などからジェニーの指紋を拭き取る。
ブリニヨンを殺すと脅した一件から、すぐにモーリスが容疑者として浮上する。モーリスはジェニーの犯行に気づいていたが、ジェニーを警察に売るようなことは決してしない。一方、モーリスを深く愛しているジェニーは自らの罪で夫に容疑がかかっていることに苦悩し、自首しようとするが、ドラに止められる。
事件を担当することになったアントワーヌ警部の捜査により、モーリスのアリバイは崩れ、さらに事件現場から金髪の若い女性を乗せたというタクシー運転手エミールの証言からドラが現場にいたことも明らかになる。そして厳しい尋問に耐えかねたモーリスはついに本当のことを話し、自分がブリニヨンの家に行った時には既に死んでいたこと、そしてその場で車を盗まれたことを証言する。その夜、留置所の中でモーリスは腕時計のガラスを割り、その破片で手首を切って自殺を図る。一命をとりとめた彼のもとに向かう車中で取り乱したジェニーはアントワーヌ警部に全てを正直に告白する。そしてモーリスのもとに駆けつけたジェニーは互いの愛を確認する。
一方、アントワーヌ警部は既に真犯人の存在に気づいていた。実はブリニヨンはジェニーに殴られて死んだのではなく、その後、何者かに射殺されていたのである。その事実をドラに伝えたアントワーヌ警部は、ドラが必死にジェニーを庇う理由を「彼女を好きなんだな」と訊くと、ドラはそれを認める。そしてアントワーヌ警部はドラに好感を抱いているとして「私に似ている部分が多い。女には縁のないところがね」と告げる。
モーリスの家から押収した銃が犯行に使われたものではないことを確認したアントワーヌ警部は、モーリスから盗んだ車で強盗を働いて逮捕されていたポーロの銃がブリニヨン殺しの凶器と睨み、ポーロに厳しく迫る。観念したポーロはブリニヨン殺しを認める。こうしてクリスマス・イヴに事件は解決する。
翌朝、家に戻ったモーリスとジェニーのもとにアントワーヌ警部がやってきて忘れ物の毛皮のマフラーを届けると、植民地から連れてきたアフリカ系の息子と仲睦まじく家に帰っていく。

## キャスト
- アントワーヌ: ルイ・ジューヴェ - ブリニヨン殺しを担当する警部。
- ジェニー: シュジー・ドレール（フランス語版） - 流行歌手。
- モーリス: ベルナール・ブリエ - ジェニーの嫉妬深い夫。ピアノ弾き。
- ドラ: シモーヌ・ルナン（フランス語版） - モーリスの幼なじみ。写真家。
- ブリニヨン: シャルル・デュラン - 好色な老実業家。
- エミール: ピエール・ラルケ（フランス語版） - タクシー運転手。
- パケレット: ジャンヌ・フュジエ＝ジール（フランス語版） - 「エデン」のクローク係。
- ポーロ: ロベール・ダーバン（フランス語版） - 自動車泥棒。

## 作品の評価

### 映画批評家によるレビュー
Rotten Tomatoesによれば、33件の評論の全てが高評価で、平均点は10点満点中8.3点、批評家の一致した見解は「アンリ＝ジョルジュ・クルーゾーが、戦後のフランスの混乱と、社会闘争と犯罪行為を分ける境界線を取り上げた、魅惑的なノワール作品である。」となっている。
Metacriticによれば、10件の評論のうち、高評価は9件、賛否混在は1件、低評価はなく、平均点は100点満点中89点となっている。

### 受賞歴
第8回ヴェネツィア国際映画祭監督賞（アンリ＝ジョルジュ・クルーゾー）